# Roma (serie de televisión)
Roma (Rome en su versión original en inglés) es una serie de televisión situada en la época del paso de la República romana al Imperio. Fue estrenada en Estados Unidos en agosto de 2005. Fue creada por John Milius, William J. MacDonald y Bruno Heller como coproducción entre la BBC (Reino Unido), la cadena de pago HBO (Estados Unidos) y la RAI (Italia). Fue rodada en los alrededores de la actual ciudad de Roma y en los antiguos estudios de Cinecittà, en una superficie de más de 20 000 metros cuadrados, con la participación de 350 personas. Por ello, es una de las series más caras de la televisión, con un presupuesto de 100 millones para sus dos temporadas. Además, ha sido galardonada con el premio BAFTA y cuenta con dos nominaciones a los Globo de Oro.
La primera temporada consta de doce capítulos de más o menos una hora de duración cada uno, siendo emitida en la HBO entre el 28 de agosto y el 20 de noviembre de 2005, posteriormente emitida en la BBC entre el 2 de noviembre de 2005 y el 4 de enero de 2006, y en la RAI entre el 17 de marzo y el 28 de abril de 2006. La segunda temporada se emitió en Estados Unidos entre el 14 de enero de 2007 y el 25 de marzo de 2007 mientras que en el Reino Unido comenzó a emitirse en la BBC el 20 de junio concluyendo su emisión el 24 de julio de ese mismo año. Ambas temporadas fueron emitidas en España desde el 13 de diciembre de 2005 en abierto por Cuatro y después por Canal+, siendo también emitida en diferentes países de Latinoamérica.

## Argumento
La serie es un drama histórico que representa el período que rodea la violenta transformación de la República romana en el Imperio romano; un cambio causado por una guerra civil entre populistas (populares) y conservadores (optimates), la crisis de las instituciones políticas y las actuaciones de hombres y mujeres muy ambiciosos.
En su presentación de la serie la página web de la HBO proporcionaba la siguiente introducción a la historia:

Medio siglo antes del nacimiento de Cristo, Roma se ha convertido en la ciudad más poderosa del mundo, una metrópolis cosmopolita con un millón de personas y epicentro de un Imperio en extensión. Fundada sobre los principios del poder compartido y la feroz competencia personal, la República fue creada para impedir a cualquier hombre conseguir un poder absoluto. Es una sociedad donde los soldados pueden ascender por encima de los plebeyos para convertirse en héroes y aún en líderes de la República. Pero cuando la clase dirigente se hizo extravagante y rica, las instituciones se desmoronaron desgastadas por la corrupción y el exceso, y los viejos valores de disciplina espartana y unidad social cedieron ante un gran abismo entre clases.

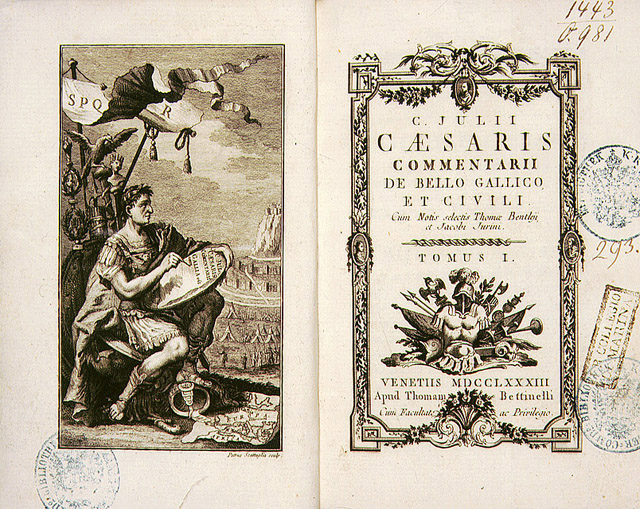
Los comentarios sobre la Guerra de las Galias escrito por Julio César. En ellos se refiere de manera breve a Voreno y Pullo, nombres sobre los que los guionistas de la serie fabulan a dos de los personajes principales.

Retratando las vidas y hechos de los ricos, los poderosos y hombres históricamente más significativos, la serie también se acerca a las vidas, fortunas, familias y conocidos de dos hombres comunes, Lucio Voreno y Tito Pullo, dos legionarios romanos que son mencionados históricamente por Julio César en los Commentarii de Bello Gallico. La vida de estos dos soldados aparece novelada para la serie con intención de que sirva para atestiguar y, a menudo, para influir en muchos de los acontecimientos históricos presentados en ella. Su versión en la serie no se corresponde con la realidad (en concreto, habrían sido dos centuriones de la IX legión, en tanto que en la serie pertenecen a la XIII Legión), así Lucio Voreno se representa con el rango de centurión que paulatinamente irá escalando por influencia de Marco Antonio y César hasta llegar incluso a senador y magistrado de la Aventina mientras Pullo aparece como simple legionario que lucha sin éxito por reintegrarse a la vida civil.
En el desarrollo de la historia los dos soldados asumirán papeles cruciales ya que los guionistas los sitúan como personajes muy cercanos primero a César y después a Octavio y Marco Antonio. Por azares del destino, las acciones de ambos prácticamente forjan la historia de Roma en este periodo de transición, por ejemplo, la recuperación del estandarte de César. Esta misión es asignada a Voreno, y él elige a Pullo ya que este último estaba condenado por desobedecer órdenes en el campo de batalla. Voreno creía imposible hallar dicho estandarte, y que ambos serían condenados, por eso eligió a alguien que de todas maneras iba a sufrir. Sin embargo, en esta misión no sólo encuentran el estandarte, sino que también rescatan al joven Octaviano (futuro emperador Romano), y encuentran que habían sido los hombres de Pompeyo los supuestos ladrones, dando a César un motivo para iniciar hostilidades contra su viejo amigo. Cuando César y Pompeyo luchaban en Grecia, Voreno y Pullo naufragaron y fueron los únicos supervivientes de uno de los barcos enviados por Marco Antonio para apoyar a César; tras haber naufragado, se encuentran a Pompeyo, quien había sido derrotado y que huía hacia Egipto con unos pocos hombres, ya que Voreno apoyaba ideológicamente a Pompeyo, lo dejó escapar hacia Egipto, y Pompeyo fue asesinado al llegar por los hombres de Ptolomeo; de haberlo tomado prisionero como debía, Pompeyo hubiera recibido un juicio en lugar de ser asesinado como ladrón. Ya en Egipto, César les ordena encontrar y rescatar a Cleopatra, durante el rescate, la reina Egipcia tiene sexo con Tito Pullo, con lo cual se puede entender que el hijo de Cleopatra y César bien pudo ser hijo de Pullo. Ya que Voreno formaba parte de la protección personal de César, los conspiradores le cuentan sobre el adulterio de su esposa para que se separara del dictador y así poder asesinarlo. También participaron en el asesinato de Cicerón, entre otros. Estos dos soldados llegan a cambiar de bando político e incluso a encontrarse en bandos rivales (Voreno con Marco Antonio y Pullo con Octavio), lo que no afectará su amistad y los esfuerzos recíprocos por ayudarse. Pullo es mostrado como un rudo militar experto en el combate y cuya debilidad son las mujeres pero con escaso raciocinio, en tanto que Voreno es un personaje más cerebral y apegado a su familia, incluso con talento para la administración pública, pero afectado después por el adulterio de su esposa y la pérdida temporal de sus hijos, que terminarán despreciándolo.

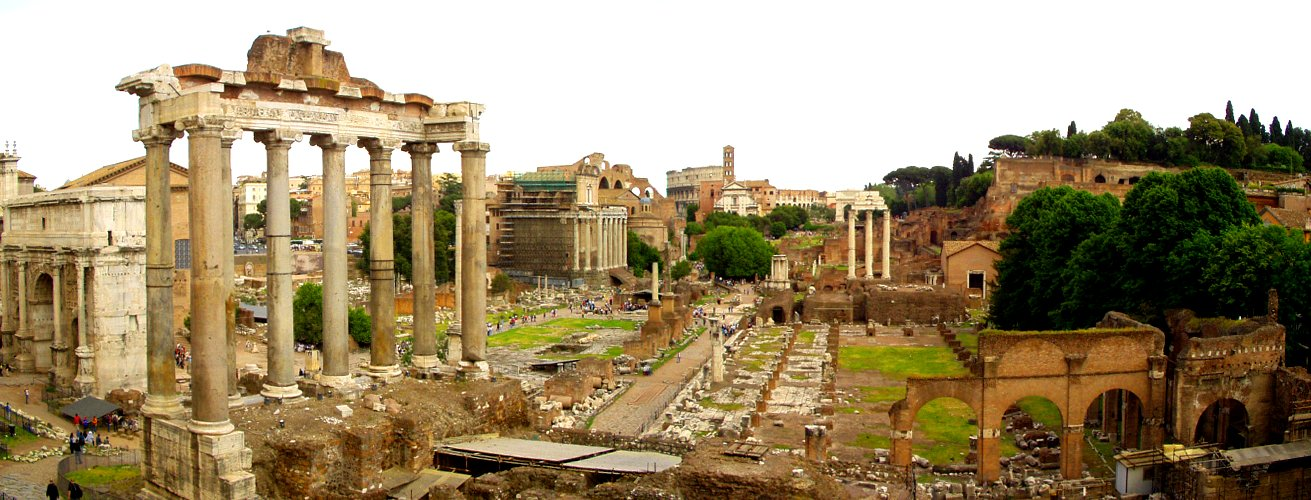
Imagen del foro romano en la actualidad. El foro fue el centro a partir del cual la Roma antigua se desarrolló y el punto de referencia de la vida cotidiana en Roma. Este espacio, reconstruido en los estudios Cinecittà de cine en Roma, es esencial para el desarrollo de la historia.

La primera temporada comienza en 52 a. C. cuando el general romano Cayo Julio César derrota a su enemigo Vercingétorix, caudillo de la resistencia celta, en la batalla de Alesia. Su éxito desequilibra la batalla del poder contra el cónsul Pompeyo el Grande, que representa la lucha entre el pueblo —que apoya a César— y los patricios, que apoyan a Pompeyo. Curiosamente, César era de ascendencia patricia y Pompeyo de ascendencia plebeya aunque muy acaudalada. La serie tratará de esta lucha de poderes, en la que César intenta refundar la República en un Imperio. Se describe el período de tiempo a partir del final de la Guerra de las Galias (52 a. C. o 701 ab urbe condita) hasta el asesinato de César el 15 de marzo del 44 a. C. (el famoso Idus de marzo). Tras el telón de estos catastróficos acontecimientos, también se muestran los primeros años del joven Octavio, destinado con el tiempo a convertirse en el primer Emperador de Roma: Augusto.
La segunda y última temporada refleja la lucha por el poder entre Octavio y Marco Antonio tras el asesinato de César, atravesando el período que transcurre desde la muerte de César hasta la victoria final de Octavio sobre Marco Antonio en Actium en 31 a. C., el suicidio de este último y el nombramiento de Octavio Augusto como Emperador.
Un aspecto a destacar es que la serie le concede un espacio considerable a la conducta sexual de los personajes, abundando las escenas explícitas e imágenes de órganos sexuales masculinos para complementar el juego de intrigas familiares y conyugales, incluyendo el libertinaje del legionario romano encarnado por Pullo, hasta el presunto sadismo de Octavio, la bisexualidad de Octavia y Servilia, o el incesto de Octavia y Octavio sumados a una Atia y a una Cleopatra extremadamente licenciosas.

## Producción y grabación
La serie comenzó después de que William J. MacDonald y John Milius propusieron la idea a la HBO como una miniserie. La cadena añadió un guionista, tras la escritura de tres episodios de una hora. En 2002, la HBO y la BBC acordaron coproducir una nueva serie basada en los acontecimientos cruciales de la antigua Roma. Por aquel entonces presupuestaron una producción de doce episodios de una hora de aproximadamente 100 millones de dólares de presupuesto. HBO contribuiría con 85 millones y la BBC con 15 millones. La serie fue la primera serie coproducida por la BBC y la HBO, si bien ya habían trabajado juntos como coproductores en Band of Brothers y The Gathering Storm. Cuando Bruno Heller se reunió con la productora ejecutiva de la HBO Anne Thomopoulos, él quiso lanzar una idea sobre la «basura blanca americana», Thomopoulos preguntó qué era la «basura blanca romana», a lo que Heller contestó: «Amor de la Antigua Roma». Entre los meses de marzo de 2004 y mayo de 2005 Roma fue filmada, en coproducción con la RAI en Italia en los estudios Cinecittá, donde se construyeron cuidadosamente los decorados que reproducían con fidelidad la antigua capital del imperio. Esta fue considerada una enorme empresa para la que se necesitó un equipo internacional de más 350 personas, con más de 50 técnicos locales. En una producción tan cara, parte del presupuesto fue empleado en realizar una reconstrucción lo más realista posible de la época, con especial atención a la hora de recrear las villas de los patricios, el foro romano o el Aventino, el barrio bajo de la ciudad. Una parte significativa de estos decorados fue más tarde destruida por un incendio en los estudios el 10 de agosto de 2007. Parte de estos decorados fueron reutilizados a finales de 2007 para la serie de la BBC Doctor Who en el episodio titulado «Los fuegos de Pompeya».
Fue filmada con la cámara profesional Arriflex 535, usando negativo de 35mm (Kodak Vision2 200T 5217, Vision2 500T 5218, Vision 200T 5274). La serie fue estrenada en los Estados Unidos el 24 de agosto de 2005 en el Wadsworth Theatre de Los Ángeles, California. La HBO emitió el capítulo piloto, «El águila robada», cuatro días después. La serie también fue distribuida internacionalmente y doblada a varias lenguas. Su primera temporada fue aclamada por la crítica, siendo nominada a los Premios Globo de Oro en las categorías de «Mejor serie dramática» y «Mejor interpretación femenina» para Polly Walker como Atia.
Después de la difusión de los tres primeros episodios de esa temporada, la cadena HBO anunció el proyecto para producir una segunda temporada de la serie en 2006 para su posterior emisión en enero de 2007. Posteriormente, en una rueda de prensa, el presidente de la HBO, Chris Albrecht, confirmó que se rodaría esa segunda temporada pero que no se rodaría una tercera, debido a los enormes gastos económicos que representaba la serie, unido al hecho de no obtener suficientes datos de audiencia para mantenerla,  así como a la marcha de la BBC que no quiso prolongar el contrato más allá de las dos temporadas firmadas. Esto provocó que las historias se condensasen en solo diez episodios cuando los creadores tenían pensado en dedicar una segunda para la historia de Bruto y Augusto y otras dos temporadas para la de Cleopatra, Marco Antonio y el propio Augusto. El primer episodio de la segunda temporada fue estrenado en la BBC Two el 20 de junio de ese mismo año.

## Montaje y controversias
Algunas escenas de los episodios de la primera temporada fueron modificadas para su emisión por la BBC. El motivo era eliminar algunas palabras malsonantes consideradas inaceptables para su emisión en las horas de máxima audiencia de la televisión. Ello fue fuertemente criticado refiriéndose al hecho que otros programas de la cadena HBO como Los Soprano u Oz fueron emitidos sin problemas en la televisión británica; sin embargo, Roma era emitida a horas más tempranas y la BBC adujo que esta serie iba dirigida a una audiencia más general. En otro sentido, la BBC también decidió fusionar los tres primeros episodios (todos dirigidos por Michael Apted) en dos únicos episodios. Respecto a ello la BBC afirmó que esto se hacía porque la audiencia británica estaba más familiarizada con la historia de la antigua Roma que el público estadounidense, por lo que algunas historias secundarias se hacían innecesarias; sin embargo, Apted afirmó que el objetivo era el de aumentar la audiencia con la prominencia de escenas de sexo y violencia. En una entrevista para The Times, este afirmó:

Estoy realmente defraudado con la BBC por rebajar mis tres primeros episodios a sólo dos, eliminando así partes vitales de la historia. También me molesta que me dijeran que los cortes los había hecho la BBC porque pensaban que los espectadores británicos ya conocían el fondo histórico pero todo ello ha animado al espectador a seguir con más fuerza la serie.

También afirmó que solo conoció esos hechos por fuentes externas:

Solo lo averigüé por casualidad hace un par de semanas, cuando uno de los actores me lo comentó.

Sin embargo, desde entonces se han mostrado las versiones originales de la primera temporada en el Reino Unido en la UKTV Drama, canal que emitía dos episodios cada sábado, con solo el corte de los títulos de crédito entre el primer y el segundo episodio.
Otra polémica ocurrió en la RAI italiana con una emisión también estropeada por la controversia. El lenguaje considerado malsonante o grosero fue suprimido en el proceso de doblaje al italiano; algo similar ocurrió con las escenas sexuales más explícitas y la violencia, sustituidas por versiones más neutras grabadas durante la producción pensando sobre todo para la difusión italiana. La versión original de la serie ha sido emitida después varios meses.

## Desviaciones históricas
Mientras que la representación del Imperio romano y su sociedad es considerada históricamente más exacta que otras series o películas al menos en su apariencia física, religión o costumbres del día a día, son varias las inexactitudes en la representación de los acontecimientos históricos y personajes. El creador Bruno Heller dijo:

Tratamos de equilibrar entre lo que la gente espera sobre la base de representaciones anteriores (de Roma) y un acercamiento naturalista a ella.[...] Esta serie es mucho más sobre la psicología de los personajes y cómo afecta a la historia que conocemos.

El asesor histórico de la serie, Jonathan Stamp, afirmó también que se aspiraba a ofrecer más bien verosimilitud que exactitud. Los autores acentuaron que ellos quisieron hacer un retrato más exacto de Roma como ciudad sucia, arenosa y violenta; realista, a diferencia de lo que ellos llamaban la HollyRome (la Roma de Hollywood que aparece en las películas históricas o en el género peplum que se ambientaba generalmente en la época clásica) o en producciones más recientes como Gladiator.
En la primera temporada, aunque Voreno y Pullo son figuras históricas mencionadas levemente por César, sus aventuras y su participación en los acontecimientos claves de la serie son totalmente novelados. La licencia dramática más significativa es, sin embargo, la manipulación de fechas históricas para dar agilidad a la narración.
En la segunda temporada, las desviaciones históricas son incluso mayores, como por ejemplo la muerte de Casio y de Bruto, que mientras en la vida real se suicidaron tras haber huido con el resto de sus tropas de la batalla de Filipos, en la serie murieron en dicha batalla heroicamente. Otras son que Cesarión evitó la muerte (aunque cabe mencionar que los detalles exactos de su muerte se desconocen) al irse con Tito Pullo, siendo este su supuesto padre en vez de César o la supuesta conducta masoquista de Octavio.

## Reparto
Los personajes principales de la serie fueron interpretados por actores anglosajones en su mayoría, no muy conocidos por el gran público pero de gran experiencia. Al igual que ocurrió con Pullo y Voreno, se crearon también muchos personajes ficticios que recreaban sobre todo a la población del barrio bajo del Aventino, esclavos de Roma y Alejandría, soldados, etc., buscándose apoyar la sensación de verosimilitud de la historia.
César, Augusto y Marco Antonio son los hombres que serán eje principal sobre los que se desarrollan los acontecimientos de las dos temporadas. Julio César, interpretado por Ciarán Hinds, es un personaje crucial a lo largo de la primera temporada. Basado en la figura histórica de Cayo Julio César, precursor del Imperio romano aparece en la trama en el momento en que se encuentra en una lucha de poder con su viejo amigo, Pompeyo el Grande. César acaba de ganar la guerra de la Galia, lo que le da el apoyo popular. Durante la serie, César participa en un juego político y militar para conseguir el poder en solitario. No solamente César empuña su espada (su genio militar), sino que tiende la otra mano a sus enemigos vencidos o potenciales para convertirles en aliados. Sin embargo, tener demasiados enemigos cerca de él será su perdición, ya que en el último capítulo de la primera temporada es asesinado por los senadores. Tras su muerte será nombrado su heredero el joven Octavio Augusto. El que terminará siendo primer Emperador es interpretado como adolescente por Max Pirkis en la primera temporada y parte de la segundo y ya como adulto por Simon Woods en la segunda temporada. En la serie, el joven Octavio Augusto, hijo de Atia, es un joven con refinados gustos intelectuales, pese a que su madre le empuja hacia gustos más viriles. Su evolución hacia el frío hombre en el que se convertirá se relata en la segunda temporada, cuando con su astucia comienza lentamente a hacerse con el poder en Roma por delante de Marco Antonio. Este último está interpretado por James Purefoy. En la trama, tras el asesinato de César lucha contra Octavio aunque ambos se alían temporalmente contra Bruto. Tras unos años en Egipto, convertido en amante de Cleopatra y viendo que ha sido derrotado por Octavio se suicida creyendo que ésta ya lo había hecho con anterioridad. Como cuarto hombre de poder se encuentra Pompeyo el Grande, interpretado por el actor Kenneth Cranham en parte de la primera temporada. El que es cónsul electo de Roma muere asesinado en Egipto tras ser derrotado por Julio César, antes amigo en una guerra civil en la que César busca el poder en solitario.
Otros personajes de gran importancia en la trama son las mujeres. Atia de los Julio, interpretada por Polly Walker, es un personaje basado ligeramente en la figura histórica de Acia. Atia es una patricia manipuladora que al estallar el conflicto entre Julio César y Pompeyo el Grande no le importa quién gane con tal de que ella esté en el bando vencedor. Así, tan pronto ofrece a su hija Octavia como esposa a Pompeyo, como anima a su hijo Octavio a cultivar la amistad con su tío César. Por otro lado, tiene una gran rivalidad con el personaje de Servilia. El personaje de Atia en la serie poco tiene que ver con el personaje real, sobre todo, porque ésta murió en el año 43 a. C., uno después que su tío Julio César. Así pues, su permanencia en la serie hasta la derrota de su amante el triumvirum Marco Antonio tras la batalla de Actium (31 a. C.) es un invento forzado de los guionistas para proporcionar, se supone, tensión a la serie. En cuanto a Servilia de los Junio, es interpretada por Lindsay Duncan, basada en Servilia, madre de Bruto. En la serie es enemiga acérrima de Atia, excepto en público, y cuando asesinan a su hijo, se suicida en las puertas de su casa maldiciéndola. Es la principal conspiradora contra César aunque anteriormente fuese su amante. El tercer personaje femenino de importancia es el de Cleopatra. Interpretada por Lynsdey Marshal y basada en la reina egipcia del mismo nombre, ésta tiene un interesado romance con Julio César, que cree ser padre de su hijo ilegítimo Cesarión. Más tarde lucha de mano de Marco Antonio, y se suicida poco después que él.
Lucio Voreno. Interpretado por Kevin McKidd está basado en el personaje del mismo nombre que Julio César nombra en su libro De Bello Gallico (Comentarios sobre la Guerra de las Galias) en el que dice era centurión y rivalizaba con Tito Pullo, también centurión. En la serie, es un centurión de la 13.ª legión romana, compañero inseparable de Tito Pullo y casado con Niobe, que se suicidó al enterarse de que su marido se enteró de que su tercer hijo es bastardo. Sus acciones en la serie son esenciales para el desarrollo de los acontecimientos históricos, así recupera un estandarte robado del César y libera al joven Octavio de sus captores, no puede impedir la muerte de César, lucha al lado de Marco Antonio contra Octavio y salva a Cesarión, hijo de Cleopatra antes de que César Octavio lo mate. La segunda temporada refleja un descenso del personaje a los infiernos, atormentado por sus errores pasados y a los que no encontrará redención hasta el final.
Tito Pullo. Interpretado por Ray Stevenson está también basado en el personaje del mismo nombre que Julio César nombra también en De Bello Gallico afirmando que era centurión y rivalizaba con Lucio Voreno, también centurión. En la serie, es un soldado de la 13.ª legión romana, fiel amigo de Voreno y casado con la liberta Irene, que fue asesinada por Gaya. Es el padre de Cesarión, hijo de Cleopatra, aunque todos creen que es de Julio César. Personaje violento y oscuro, a lo largo de la serie encuentra su camino.

## Personajes
Los personajes principales de la primera temporada son:
- Lucio Voreno, interpretado por Kevin McKidd.
- Titus Pullo, interpretado por Ray Stevenson.
- Julio César, interpretado por Ciarán Hinds.
- Marco Antonio, interpretado por James Purefoy.
- Atia de los Julio, interpretada por Polly Walker.
- Octavio Augusto, interpretado por Max Pirkis.
- Servilia, interpretada por Lindsay Duncan.
- Cleopatra, interpretada por Lyndsey Marshal.

Otros personajes secundarios son:
- Marco Junio Bruto. Interpretado por Tobias Menzies, basado en el personaje del mismo nombre. Es amigo íntimo de Julio César, que lo considera como un hijo. Sin embargo, se une a la conspiración del Senado que lo asesina para reinstaurar la república ante la insistencia de Casio y su madre Servilia. En la segunda temporada los ejércitos de César Octavio y Marco Antonio le derrotan en la Batalla de Filipos, en la que encuentra la muerte.
- Octavia, de los Julio, interpretada por Kerry Condon.
- Niobe, esposa de Lucio Voreno, interpretado por Indira Varma
- Vorena, su hija, interpretada por Coral Amiga.
- Quinto Pompeyo, interpretado por Rick Warden es hijo de Pompeyo, es un personaje grosero y despiadado.
- Porcio Catón, interpretado por Karl Johnson
- Marco Tulio Cicerón, interpretado por David Bamber.
- Timón, interpretado por Lee Boardman es un tratante de caballos judío, que además contrata mercenarios y hace el trabajo sucio de Atia.
- Mascius, interpretado por Micheal Nardone.
- Irene, esposa de Tito Pullo, interpretado por Chiara Mastalli.
- Gaya, interpretada por Zuleikha Robinson.
- Jocasta, amiga de Octavia, interpretada por Camilla Rutherford.
- Marco Vipsanio Agripa, hombre de confianza de Octavio, interpretado por Allen Leech.
- Cayo Mecenas, hombre de confianza de Octavio, interpretado por Alex Wyndham.
- Levi, interpretado por Nigel Lindsay es el hermano mayor de Timón.
- Cesarión, interpretado por Nicolò Brecci y más tarde por Max Baldry.
- Erastes Fullmen, interpretado por Lorcan Cranitch. Un mafioso del Aventino.

## Edición en DVD
- La versión en español de la primera temporada fue lanzada al mercado el 21 de noviembre de 2006.
- La segunda temporada fue lanzada en noviembre de 2007.